# Старых, Иван Сергеевич
Иван Сергеевич Старых (1916—1943) — младший сержант Рабоче-крестьянской Красной Армии, участник Великой Отечественной войны, Герой Советского Союза (1944).

## Биография
Иван Старых родился в 1916 году в деревне Логачёвка (ныне — Щигровский район Курской области). После окончания шести классов школы работал в колхозе. В 1938—1940 годах проходил службу в Рабоче-крестьянской Красной Армии. Демобилизовавшись, проживал и работал в Москве. В сентябре 1942 года Старых повторно был призван в армию. С июля 1943 года — на фронтах Великой Отечественной войны.
К сентябрю 1943 года гвардии младший сержант Иван Старых командовал отделением 71-го гвардейского отдельного сапёрного батальона 62-й гвардейской стрелковой дивизии 37-й армии Степного фронта. Отличился во время битвы за Днепр. 28 сентября 1943 года отделение Старых переправляло части дивизии через Днепр в районе села Солошино Кобелякского района Полтавской области Украинской ССР. Когда из строя выбыл расчёт понтона, Старых со своими товарищами заменил его, продолжив переправу. Во время очередной переправы он погиб от взрыва немецкого снаряда. Похоронен у села Солошино.
Указом Президиума Верховного Совета СССР от 22 февраля 1944 года за «мужество и героизм, проявленные при форсировании Днепра» гвардии младший сержант Иван Старых посмертно был удостоен высокого звания Героя Советского Союза. Также посмертно был награждён орденом Ленина.